# Кристофър Еванс
Кристофър Еванс (на английски: Christopher Evans) е уелски писател, автор на произведения в жанровете научна фантастика и фентъзи. Писал е и под псевдонимите Кристофър Карпентър (Christopher Carpenter), Нейтън Елиът (Nathan Elliott), Робърт Найт (Robert Knight) и Джон Лайън (John Lyon), а също и като Евън Кристи и Алвин Дейвис.

## Биография и творчество
Кристофър Еванс е роден на 4 април 1951 г. в Тредегар, Монмътшър, Уелс. Завършва Университета на Кардиф през 1972 г. с бакалавърска степен по химия, и Университета Суонзи през 1974 г. Работи като преподавател в гимназия.
През 1980 г. е издаден дебютният му роман „Capella's Golden Eyes“.
През 1993 г. Кристофър Евънс е удостоен с наградата на Британската асоциация за научна фантастика за романа му „Aztec Century“.
Кристофър Еванс живее със семейството си в Уест Уикъм, Кент.

## Произведения

### Самостоятелни романи
- Capella's Golden Eyes (1980)
- Plasmid (1980) – с Жо Ганън, като Робърт Найт
- The Summoning (1985) – като Джон Лайън
- Innerspace (1987) – романизация на филма „Вътрешен космос“, като Робърт Найт
- The Twilight Realm (1987) – като Кристофър Карпентър
- Chimeras (1992)
- Aztec Century (1993) – награда BSFA
- Mortal Remains (1995)
- Omega (2008)

### Серия „Армиятан а Худ“ (Hood's Army) – като Нейтън Елиът
1. Earth Invaded (1986)
2. Slaveworld (1986)
3. The Liberators (1986)

### Серия „Звездни пирати“ (Star Pirates) – като Нейтън Елиът
1. Kidnap in Space (1987)
2. Plague Moon (1987)
3. Treasure Planet (1987)

### Участие в общи серии с други писатели

#### Серия „Време за мечти“ (Dreamtime)
3. Ice Tower (2000)
от серията има още 3 романа от различни автори

### Разкази
- Guardian Angel (1982)
- The Rites of Winter (1983)
- Who's Who in the Universe (1986)
- The Facts of Life (1987)
- Lifelines (1989)
- The Sins of the Fathers (1990)
- After the Fall (1993)
- Borderlands (1993)
- The Hiss of Life (1993)
- House Call (1995)
- Da Capo (2001)
- Posterity (2002)
- The President's Minah Bird (2003)

### Документалистика
- Science Fiction as Religion (1981) – със Стан Гуч
- Dream Makers (1987)
- Writing Science Fiction (1988)